# 萨赖 (梁赞州)
萨赖（羅馬化：Sarai）是俄罗斯梁赞州的市级镇、萨赖区行政中心及规模最大聚居地，地处梁赞州南部，位于伏尔加河流域帕拉河一支流维奥尔达河（Вёрда）河畔，在州府梁赞东南方。镇南部设有铁路车站维奥尔达站。
该地2022年人口有4,850人；2010年人口5,802；2002年人口6,604；1989年人口7,996。